# Eddy Hartog
E. W. (Eddy) Hartog (* 17. September 1962 in Utrecht) ist ein niederländischer Politiker und ehemaliger Staatsbediensteter. Seit dem 13. Juni 2023 ist er für die Partei Volt Mitglied der Ersten Kammer der Generalstaaten.

## Lebenslauf
Hartog ist 1962 in Utrecht geboren und aufgewachsen. Von 1980 bis 1985 studierte er Volkswirtschaft an der Erasmus-Universität Rotterdam und von 1986 bis 1987 Politikwissenschaft am Europakolleg. Von 1989 bis zum 1. Juni 2023 arbeitete er als Beamter bei der Europäischen Kommission. Seit dem 1. Juni 2023 ist er als unabhängiger Vermittler unter dem Namen Eddy Hartog Consultancy tätig.
Hartog war die Nummer 2 auf der Kandidatenliste von Volt für die Senatswahlen 2023. Da die südholländische GroenLinks-Abgeordnete Debora Fernald ihre Stimme für Volt abgab, erhielt die Partei einen zusätzlichen Sitz im Oberhaus, wodurch Hartog einzog. Seit dem 13. Juni 2023 ist er im Namen von Volt Mitglied der Ersten Kammer der Generalstaaten.
Er ist Mitglied der Senatsausschüsse für auswärtige Angelegenheiten, Verteidigung und Entwicklungszusammenarbeit, europäische Angelegenheiten, Finanzen, Infrastruktur, Wasserwirtschaft und Umwelt, Justiz und Sicherheit, Wissen und Beziehungen zum Königreich. Hartog ist außerdem stellvertretendes Mitglied der niederländischen Delegation in der Interparlamentarischen Versammlung der Benelux-Staaten.

## Privatleben
Hartog ist mit einer Irin verheiratet, hat zwei Töchter und lebt in Greystones (Irland) und Brüssel.